# Värsås
Värsås is een plaats in de gemeente Skövde in het landschap Västergötland en de provincie Västra Götalands län in Zweden. De plaats heeft 585 inwoners (2005) en een oppervlakte van 64 hectare.

## Verkeer en vervoer
Bij de plaats loopt de Länsväg 194.